# 欽きらリン530!!
『欽きらリン530!!』（きんきらリンごーさんまる）は、一部日本テレビ系列局で放送されていた日本テレビ製作のバラエティ番組である。日本テレビでは1988年4月4日から同年9月30日まで、毎週月曜 - 金曜 17:30 - 18:00 （日本標準時）に放送。

## 概要
萩本欽一が司会を務めていた夕方の帯番組である。番組は毎回視聴者からの「電話投稿」ネタをテーマを決めて募集し、その中から面白いネタを萩本が選んで読み上げていくスタイルで行われていた。
当初は新宿区西新宿のライブスペース「SPACE 107」や当時渋谷区宇田川町にあった渋谷ビデオスタジオ、さらには千代田区二番町にある日本テレビ放送網麹町分室（当時の日本テレビ本社）Hスタジオを日ごと移ろいながらの公開生放送を行っていたが、次第に生放送の終了直後に翌日放送分や翌々日放送分の収録も行うようになり、最終的には全ての回が収録になった。生放送時代には、萩本が直後の時間帯に放送されていた『NNNニュースプラス1』のメインキャスターである徳光和夫とクロストークをした後、そのままステーションブレイク無しで『ニュースプラス1』へ入るという、当時としては画期的な演出もあった。
萩本は番組開始3日前まで、ニッポン放送で放送されていた同じコンセプトの番組『ニュースワイド 欽ちゃんのもっぱらの評判』のパーソナリティを務めていた。また放送開始同時期に全国ネット版で放送していた同じコンセプトの『欽ちゃんの気楽にリン』を担当していたが、こちらはわずか2か月で終了した。
萩本はこの番組で男性アイドルユニット「茶々隊」を企画・プロデュースし、そこからさらにメンバーを絞り込んだ「CHA-CHA」を誕生させた。そしてこの番組のテーマ曲に歌詞を付けた「Beginning」がCHA-CHAのデビューシングルとなり、オリコンチャート週間5位を記録した。
この番組の終了後、替わってCHA-CHAを前面に押し出した公開コント番組『ビギニング!!チャチャ』が金曜16:30枠でスタートした。

## 出演者
- 萩本欽一[1]
- CHA-CHA：勝俣州和、中村亘利、松原桃太郎、西尾拓美、木野正人
- パワーズ：火野玉男（現・堀部圭亮）、須間一也
- 田中美佐子
- 木村優子（当時日本テレビアナウンサー）
- 水沢螢
- 草彅剛 - 茶々隊のメンバーとして出演。

## スタッフ
- 企画構成：秋房子（萩本欽一）
- 構成：大岩賞介、永井準、詩村博史、鈴木しゅんじ、鶴間政行、荒木美子（この中から日替わりで2人ずつが担当）
- 音楽：入江淳、門司肇
- 美術：小村一郎
- 美術進行：高野豊
- 音響効果：白根沢修
- スタイリスト：藤原万里子
- 広報：染井将吾
- 制作協力：えとせとら
- 技術：日本テレビビデオ
- 照明：共立照明
- 協力：浅井企画
- 通信機器協力：NTT
- 制作：加藤光夫
- プロデューサー：金谷勲夫、松田道雄
- ディレクター：近藤泰教、矢坂義之、竹田次彦、柳川剛
- 演出：篠木為八男、土屋敏男、森下泰男
- 製作著作：日本テレビ

## 同時ネット局
- 日本テレビ
- テレビ岩手
- 宮城テレビ
- 山形放送
- 福島中央テレビ
- テレビ新潟
- 静岡第一テレビ
- 広島テレビ
- 山口放送
- くまもと県民テレビ

なお、番組開始時からのネット局がある一方で、途中からネットを開始する局もあり、途中でネットを打ち切る局もあった。

## 補足
この番組の放送開始日には、前述の『NNNニュースプラス1』とその直後の時間帯に放送されていた『追跡』も揃ってスタートしている。3番組それぞれの出演者である萩本と徳光と青島幸男がラグビー選手に扮し、「月・火・水・木・金曜日。夕陽に向かってスクラムトライ!」「欽ちゃんキックオフ!」「徳さんトライ!」「青島タックル!」というキャッチコピーを付した3番組合同宣伝ポスターも作られ、当時系列各局を通じて配布されていた日本テレビ編集・発行の情報誌『うわさのテレビ』に掲載された。